# 検断沙汰
検断沙汰（けんだんさた）とは、中世日本で使用された用語であり、刑事関係の訴訟・裁判のことである。

## 概要
検断とは統治すること・裁判することを意味する言葉であり、中世日本では治安行政と刑事司法とが未分化だったため、統治することが裁判を行うことと密接につながっていたのである（日葡辞書によると、検断は統治・裁判を行う役職、とある）。検断沙汰には、殺人・傷害事件、窃盗・強盗事件、また謀叛など、治安を脅かす罪科に対する訴訟・裁判が含まれていた。
鎌倉幕府において検断沙汰を所管したのは、東国については侍所、西国については六波羅探題の検断奉行であった。
室町時代になると、検断権（統治・裁判権）が幕府→守護→国人・惣村へと分散化していき、例えば惣村自体が検断権を行使する自検断も行われた。